# Acmaeodera neoneglecta
Acmaeodera neoneglecta är en skalbaggsart som beskrevs av Fisher 1949. Acmaeodera neoneglecta ingår i släktet Acmaeodera och familjen praktbaggar. Inga underarter finns listade i Catalogue of Life.